# MathWorld
 (novembre 2024).
Si vous disposez d'ouvrages ou d'articles de référence ou si vous connaissez des sites web de qualité traitant du thème abordé ici, merci de compléter l'article en donnant les références utiles à sa vérifiabilité et en les liant à la section « Notes et références ».
MathWorld est un site web contenant une encyclopédie mathématique, dont l'investisseur est la société Wolfram Research, qui commercialise le logiciel de calcul formel Mathematica. L'encyclopédie a été partiellement mise en œuvre par la National Science Digital Library de la National Science Foundation en accord avec l'université de l'Illinois à Urbana-Champaign.

## Histoire
Eric W. Weisstein, le créateur du site, était un étudiant en physique et astronomie qui avait pour habitude de prendre des notes sur toutes ses lectures concernant les mathématiques. En 1995, il publie ses notes sur Internet, qui représentent plusieurs centaines de pages couvrant une bonne partie des mathématiques, dans un site appelé Eric's Treasure Trove of Mathematics (« Les trésors mathématiques d'Eric »). 
Le site de Weisstein devient rapidement populaire, étant à l'époque la seule source importante d'information sur ce sujet sur Internet. L'auteur y ajoute régulièrement des informations et accepte des contributions d'autres internautes. 

### CRC pressetWolfram Research
En 1998, il signe un contrat avec l'éditeur CRC Press pour publier le contenu du site dans un livre et sur CD-ROM, intitulés CRC Concise Encyclopedia of Mathematics. L'accès au site en ligne, toujours gratuit, est partiellement restreint. En 1999, Eric Weisstein rejoint la société Wolfram Research, publiant à nouveau son site dans son intégralité et renommant ce dernier MathWorld.
En 2000, CRC Press poursuit le président de la société Wolfram Research et Eric Weisstein pour rupture de contrat : d'après eux, le contenu de MathWorld ne peut pas être publié autrement que dans un livre. Le tribunal a fait fermer le site MathWorld, puis le litige se résout à l'amiable : Wolfram Research paie une somme d'argent et laisse tous les droits de publication sur papier à CRC Press. Le site est alors remis en ligne.
L'histoire a entraîné la création d'un site similaire, publié sous GFDL : PlanetMath.